# Chic Bates
Chic Bates (West Bromwich, Inglaterra; 28 de noviembre de 1949-13 de mayo de 2025) fue un futbolista y entrenador de fútbol británico que jugó en la posición de delantero.

## Carrera

### Jugador
| Periodo   | Club               |
| --------- | ------------------ |
| 1971-1973 | Stourbridge FC     |
| 1974–1977 | Shrewsbury Town FC |
| 1977–1979 | Swindon Town FC    |
| 1979–1980 | Bristol Rovers FC  |
| 1980–1986 | Shrewsbury Town FC |

### Entrenador
| Periodo   | Club               |
| --------- | ------------------ |
| 1984–1987 | Shrewsbury Town FC |
| 1997–1998 | Stoke City FC      |
| 1999      | Shrewsbury Town FC |
| 2004      | Shrewsbury Town FC |

## Vida personal y muerte
En 2013 Bates fue diagnosticado con demencia frontotemporal y la enfermedad de Alzheimer. Bates murió el 13 de mayo de 2025 a los 75 años por complicaciones con las enfermedades que padecía.